# 拍耶泰站
拍耶泰站（音素換寫：S̄t̄hānī phỵāthị，皇家轉寫：Sathani Phaya Thai，發音：[sā.tʰǎː.nīː pʰā.jāː tʰāj]）位於泰國首都曼谷披耶泰縣的披耶泰路，為曼谷BTS（高架電車）蘇坤蔚線上的一座車站，車站編號為N2，同时也是蘇凡納布機場捷運的终点站。

## 车站构造

### 素坤逸线
素坤逸线披耶泰车站为高架站。
| U3 站台层                            |                        |                                                                |
| 侧式站台，列车运行方向左侧的车门开启 |                        |                                                                |
| 1站台                                | 素坤逸线列车往三龙方向 |                                                                |
| 2站台                                | 素坤逸线列车往慕七方向 |                                                                |
| 侧式站台，列车运行方向左侧的车门开启 |                        |                                                                |
| U2 站厅层                            | 车站大堂               | 1-4出入口，客务中心，票务服务，自动售票机 换乘通道往机场线车站 |
| G 地面                               | -                      | 站口，巴士站                                                   |

### 机场线
机场线披耶泰车站同样为高架站，目前只有站站停列车服务，不停站来往本站和机场的特快列车因车底不足，自2014年4月14日起暂停服务。
| P 站台层                             |                                    |                                |
| 侧式站台，列车运行方向右侧的车门开启 |                                    |                                |
| 1站台                                | 蘇凡納布機場捷運列车往素万那普方向 |                                |
| 2站台                                | 蘇凡納布機場捷運列车往素万那普方向 |                                |
| 侧式站台，列车运行方向左侧的车门开启 |                                    |                                |
| C 站厅层                             | 车站大堂                           | 客务中心，票务服务，自动售票机 |
| I                                    | -                                  | 出入口，换乘通道往素坤逸线车站 |
| G 地面                               | -                                  | 巴士站，停车场                 |

## 鄰近地點
- 皇權免稅品店（King Power Duty Free）
- 大城路（Si Ayutthaya Road）
  - 披耶泰縣警察局（Phaya Thai Police Station）
  - 沙炎城市飯店（Siam City Hotel，五星飯店）
  - K.S.L. Tower.（近大城十街，樓高459公呎的商業大廈）

## 外部連結
- 曼谷集體運輸系統（高架電車）的官方網站
- 皇權免稅店的官方網站
- 沙炎城市飯店的官方網站 （页面存档备份，存于）